# Економіка Канади

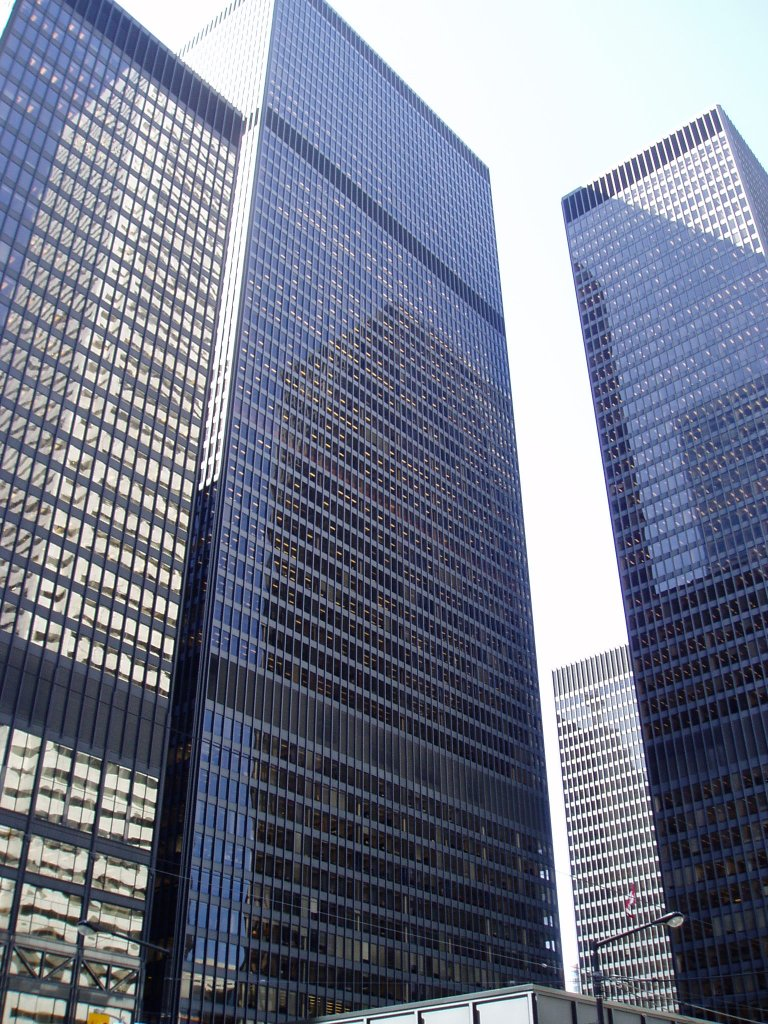
в Торонто.

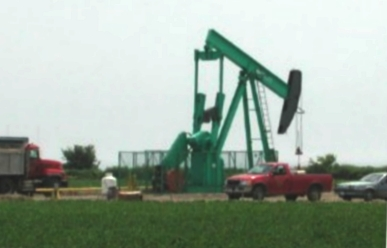
Нафтова вишка поруч з містом Сарніа в провінції Онтаріо, Канада

Канада — високорозвинена індустріально-аграрна країна.

## Загальний опис
Основні галузі промисловості: гірничодобувна та переробна, харчова, деревообробна, паперова, транспортного обладнання, хімічна, рибна, нафтова і газова. Транспорт — залізничний, автомобільний, річковий, озерний, морський, повітряний. Головні порти: Ванкувер, Сет-Іль, Порт-Карт, Тандер-Бей, Монреаль.
У середині 1990-х років транспортна система країни включала близько 90 000 км залізниці; 884 000 км автомагістралей і шосейних доріг; 24 000 км нафтопроводів і 75 000 км газопроводів; 25 великих портів, доступних для океанських суден і 475 невеликих портів; понад 1300 ліцензованих аеропортів.
2001 року, за даними : ВВП — $ 620 млрд. За розмірами ВВП Канада незмінно посідає 7-е місце у світі (після США, Японії, Німеччини, Франції, Великої Британії, Італії). Темп зростання ВВП — 3 %. ВВП на душу населення — $ 20 458. Прямі закордонні інвестиції — $ 9,7 млрд. Імпорт — $ 237 млрд (головним чином США — 77 %, країни ЄС — 6,5 %). Експорт — $ 245 млрд (г.ч. США — 84 %, країни ЄС — 4 %).
У економіці Канади виділяються сектори добувної промисловості й сільського господарства, обробної промисловості, будівництва та сфера обслуговування. Обробна промисловість в кінці ХХ ст. дає 18,4 % ВВП і забезпечує 16 % зайнятості; для будівництва ці величини складають відповідно 5,2 % і 5,4 %. На частку сектора послуг припадає 66,2 % ВВП і 73,6 % зайнятих. Цей сектор включає транспорт, телекомунікації, оптову і роздрібну торгівлю, фінанси, страхування і нерухомість, готелі, ресторани, розваги, приватні медичні послуги і інші види послуг; органи державного управління; освіту; державну систему охорони здоров'я і т.і. Канада вступила в постіндустріальну стадію розвитку.
Виробництво електроенергії — 537 млрд кВт·год (1995). Бл. 61 % всієї енергії давали ГЕС, 21 % — ТЕС, 18 % — АЕС. За споживанням енергії на душу населення Канада займає 1-е місце у світі.

## Індустрія
Найбільш індустріалізовані регіони — Південне Онтаріо і Квебек, де також розташовані найбільші фінансові центри країни. Степові провінції (Манітоба, Саскачеван, Альберта) виробляють основний обсяг зернових. Британська Колумбія надає основну продукцію лісової промисловості. У Альберті добувають майже всю нафту і природний газ Канади. У Північно-західних територіях ведеться розробка корисних копалин.
Більше половини підприємств обробної промисловості розміщується в Онтаріо і одна чверть — у Квебеку. Інші великі підприємства знаходяться переважно на території Британської Колумбії і Альберти. Найбільша за обсягом виробництва галузь — виробництво автомобілів, а також деталей до них та іншого обладнання. У сумі ця галузь дає п'яту частину всієї продукції обробної промисловості. Інші важливі галузі пов'язані з ресурсною базою; це харчова промисловість, перегонка і очищення нафти, хімічна, деревообробна і паперова промисловість. Найрізноманітніша промисловість в провінції Онтаріо, що володіє багатими природними ресурсами і вигідно розташована по відношенню до внутрішніх і зарубіжних (американських) ринків збуту. Найважливіші галузі — автомобілебудування, виробництво енергоустаткування, хімічних матеріалів, виплавка заліза і сталі, виробництво харчових продуктів (особливо м'ясних і молочних). Великим торговим і промисловим центром (як легкої, так і важкої промисловості) є Торонто.
Гамільтон спеціалізується на виплавці заліза й сталі та металовиробів. Великими промисловими центрами провінції Онтаріо є також Брантфорд, Кітченер-Вотерлу, Лондон, Оквілл, Ошава, Оттава, Пітерборо, Сарнія, Су-Сент-Марі і Віндзор. У Квебеку розвинене виробництво целюлози і паперу, а також алюмінію. Тут же знаходяться підприємства авіаційної і автомобільної промисловості, виробництво енергоустаткування і підприємства харчової (м'ясомолочної) промисловості. Основні промислові центри провінції — Монреаль, Лашін, Ла-Салл, Квебек, Сен-Лоран, Шавініган-Фолс, Шербрук і Труа-Рів'єр. Британська Колумбія спеціалізується на виробництві лісопиломатеріалів, целюлози і паперу, а також нафтопродуктів; у провінції Альберта розташовані нафтохімічні підприємства і виробництво м'ясопродуктів.

## Сільське господарство. Промисли
Канада дає 16 % світової продукції пшениці, яка є основною сільськогосподарською культурою (збір 49,6 млн т в 1997). Інші експортні культури — ячмінь, овес; з технічних — льон, тютюн, ріпак. Тваринництво (молочне, м'ясо-шерстне; птахівництво) дає бл. 60 % вартості сільськогосподарської продукції. Більшу частину зерна поставляють провінції Саскачеван і Манітоба.
Канада є експортером зерна (це стосується всіх основних культур, включаючи пшеницю, жито, овес, ячмінь, кукурудзу, гречку) і одним з головних гравців на світовому зерновому ринку. У зв'язку з цим імпорт зернових складає незначну кількість.
В середньому посівна площа по пшениці становить 8,6 — 11,0 млн га. Врожайність різна по роках і коливається від 1,8 до 2,9 тонн/га. В середньому валовий збір по пшениці варіює від 16,2 до 28,6 млн тонн, причому 9,4 — 19,4 млн тонн йде на експорт. Імпорт становить від 0,2 до 0,4 млн тонн. На внутрішнє споживання витрачається 6,3 — 9,0 млн тонн. Перехідні запаси по пшениці в країні становлять 4,8 — 9,7 млн тонн.
Ячмінь також є важливою експортною культурою. Посівна площа по ячменю становить 3,2 — 4,6 млн га. Врожайність варіює від 2,2 до 3,4 тонн/га, що забезпечує виробництво 7,5 — 13,2 млн тонн ячменю. Експортується країною 0,4 — 3,0 млн тонн. Імпорт незначний. Внутрішнє споживання країни цієї зернової культури становить 7,9 — 11,6 млн тонн. Перехідні запаси — 1,5 — 3,4 млн тонн.
Виробництво кукурудзи в країні в середньому становить 8,8 — 11,6 млн тонн, що не завжди покриває внутрішнє споживання цієї культури в країні, яке варіює від 10,3 до 13,8 млн тонн, тому бракуюча кількість кукурудзи імпортується.
Основний район скотарства — Альберта; у Британській Колумбії розвинуте вирощування овочів і фруктів, а також молочне тваринництво; Онтаріо і Квебек мають комплексне сільське господарство, що включає птахівництво, молочне і м'ясне тваринництво і товарне овочівництво; картоплярство розвинуте в провінціях Острів Принца Едварда і Нью-Брансвік; остання відома також розведенням худоби, як і Нова Шотландія. У цілому доходи фермерських господарств складаються з продажу зерна (27 %), продуктів м'ясного скотарства (37 %), молочних продуктів (16 %), фруктів та овочів (3 %), а також птахівництва (5 %).
Лісозаготівлі. Хутровий промисел. Рибальство (провідне місце у світі по експорту мороженої риби).
Виробництво вина займає 26 тис. акрів і економічний внесок винарства оцінюється в 6,8 млрд канадських доларів.

## Азартні ігри
Азартні ігри дозволені в Канаді. Поступова легалізація почалася 1970 року, а з 1985 року провінціх країни мають право самостійно обирати, чи легалізувати таку діяльність на своїй території. До 1970 року будь-які види азартних ігор в Канаді було заборонено. Протягом десятиліть незаконні азартні ігри в Канаді були в основному сферою, якою займалася організована злочинність.

## Співробітництво з країнами ЄС
30 жовтня 2016 року у Брюсселі керівники ЄС і Канади підписали угоду про торговельно-економічне співробітництво ЄС і Канади (CETA).
Угоду підписали прем'єр-міністр Канади Джастін Трюдо, президент Європейської ради Дональд Туск, президент Єврокомісії Жан-Клод Юнкер.
1 серпня 2017 року почала діяти зона вільної торгівлі між Канадою та Україною.